# Ardisia manitzii
Ardisia manitzii är en viveväxtart som beskrevs av Panfet. Ardisia manitzii ingår i släktet Ardisia och familjen viveväxter. Inga underarter finns listade i Catalogue of Life.